# Comté de Sandoval
Le comté de Sandoval est l’un des 33 comtés de l’État du Nouveau-Mexique, aux États-Unis. Il a été établi le 10 mars 1903 et porte le nom d’une famille qui fut parmi les premières à s’établir dans les environs.
Son siège est Bernalillo mais la plus grande ville du comté est Rio Rancho.

## Comtés adjacents
- Comté de Rio Arriba, Nouveau-Mexique (nord).
- Comté de Los Alamos, Nouveau-Mexique (nord-est).
- Comté de Santa Fe, Nouveau-Mexique (est).
- Comté de Bernalillo, Nouveau-Mexique (sud).
- Comté de Cibola, Nouveau-Mexique (sud-ouest).
- Comté de McKinley, Nouveau-Mexique (ouest).
- Comté de San Juan, Nouveau-Mexique (nord-ouest).

## Source
- (en) Cet article est partiellement ou en totalité issu de l’article de Wikipédia en anglais intitulé « Sandoval County, New Mexico » (voir la liste des auteurs).